# Кызылсу (приток Ишима)
Кызылсу (каз. Қызылсу) — река в Казахстане, правый приток Ишима. Протекает по территории Акмолинской области.
Длина реки составляет 91 км, площадь водосбора 2670 км². Берёт начало около села Чапаевское, течёт на запад и впадает в реку Ишим в 5 км к западу от города Есиль. Долина широкая (0,5—2 км). Ширина русла меняется от 5 до 100 м. Пополняется подземными и дождевыми водами. Среднегодовой расход воды — 1,12 м³/с. Вода Кызылсу используется близлежащими населёнными пунктами.